# Coupe Davis 1957
Pour un article plus général, voir Coupe Davis.
Navigation
Édition précédente Édition suivante
La Coupe Davis 1957 est la 46e édition de ce tournoi de tennis professionnel masculin par nations. Les rencontres se déroulent du 1er mars au 28 décembre dans différents lieux.
L'Australie (double tenante du titre) remporte son 14e saladier d'argent grâce à sa victoire lors du "Challenge Round" face aux États-Unis (double finalistes sortant) par trois victoires à deux.

## Contexte
Le tournoi se déroule au préalable dans les tours préliminaires des zones continentales. Un total de 37 nations participent à la compétition :
- 7 dans la "Zone Amérique",
- 5 dans la "Zone Est" (incluant l'Asie et l'Océanie),
- 24 dans la "Zone Europe" (incluant l'Afrique),
- plus l'Australie ayant remporté l'édition précédente, ainsi qualifiée pour le "Challenge round".

## Résultats

### Tableau du top 16 mondial
|  | Huitièmes de finale Plusieurs dates                                          | Huitièmes de finale Plusieurs dates                                          |             |                                                   | Quarts de finale Plusieurs dates                                       | Quarts de finale Plusieurs dates                                       |   |  | Demi-finales Plusieurs dates                         | Demi-finales Plusieurs dates                         |  |  | Finale du tout venant 12 - 14 décembre      | Finale du tout venant 12 - 14 décembre      |
|  | Huitièmes de finale Plusieurs dates                                          | Huitièmes de finale Plusieurs dates                                          |             |                                                   | Quarts de finale Plusieurs dates                                       | Quarts de finale Plusieurs dates                                       |   |  | Demi-finales Plusieurs dates                         | Demi-finales Plusieurs dates                         |  |  | Finale du tout venant 12 - 14 décembre      | Finale du tout venant 12 - 14 décembre      |
|  |                                                                              |                                                                              |             |                                                   |                                                                        |                                                                        |   |  |                                                      |                                                      |  |  |                                             |                                             |
|  | Quart de finale Europe (8 - 10 juin) Stockholm, Suède (terre battue ext.)    | Quart de finale Europe (8 - 10 juin) Stockholm, Suède (terre battue ext.)    |             |                                                   | Demi-finale Europe (19 - 21 juillet) Milan, Italie (terre battue ext.) | Demi-finale Europe (19 - 21 juillet) Milan, Italie (terre battue ext.) |   |  | Finale Europe (2 - 5 août) Bruxelles, Belgique (???) | Finale Europe (2 - 5 août) Bruxelles, Belgique (???) |  |  | Inter-zone Brisbane, Australie (gazon ext.) | Inter-zone Brisbane, Australie (gazon ext.) |
|  | Quart de finale Europe (8 - 10 juin) Stockholm, Suède (terre battue ext.)    | Quart de finale Europe (8 - 10 juin) Stockholm, Suède (terre battue ext.)    |             |                                                   | Demi-finale Europe (19 - 21 juillet) Milan, Italie (terre battue ext.) | Demi-finale Europe (19 - 21 juillet) Milan, Italie (terre battue ext.) |   |  | Finale Europe (2 - 5 août) Bruxelles, Belgique (???) | Finale Europe (2 - 5 août) Bruxelles, Belgique (???) |  |  | Inter-zone Brisbane, Australie (gazon ext.) | Inter-zone Brisbane, Australie (gazon ext.) |
|  | Suède                                                                        | 4                                                                            |             |                                                   | Demi-finale Europe (19 - 21 juillet) Milan, Italie (terre battue ext.) | Demi-finale Europe (19 - 21 juillet) Milan, Italie (terre battue ext.) |   |  | Finale Europe (2 - 5 août) Bruxelles, Belgique (???) | Finale Europe (2 - 5 août) Bruxelles, Belgique (???) |  |  | Inter-zone Brisbane, Australie (gazon ext.) | Inter-zone Brisbane, Australie (gazon ext.) |
|  | Suède                                                                        | 4                                                                            |             |                                                   | Demi-finale Europe (19 - 21 juillet) Milan, Italie (terre battue ext.) | Demi-finale Europe (19 - 21 juillet) Milan, Italie (terre battue ext.) |   |  | Finale Europe (2 - 5 août) Bruxelles, Belgique (???) | Finale Europe (2 - 5 août) Bruxelles, Belgique (???) |  |  | Inter-zone Brisbane, Australie (gazon ext.) | Inter-zone Brisbane, Australie (gazon ext.) |
|  | Danemark                                                                     | 1                                                                            |             |                                                   | Demi-finale Europe (19 - 21 juillet) Milan, Italie (terre battue ext.) | Demi-finale Europe (19 - 21 juillet) Milan, Italie (terre battue ext.) |   |  | Finale Europe (2 - 5 août) Bruxelles, Belgique (???) | Finale Europe (2 - 5 août) Bruxelles, Belgique (???) |  |  | Inter-zone Brisbane, Australie (gazon ext.) | Inter-zone Brisbane, Australie (gazon ext.) |
|  | Danemark                                                                     | 1                                                                            | Suède       | 1                                                 |                                                                        |                                                                        |   |  | Finale Europe (2 - 5 août) Bruxelles, Belgique (???) | Finale Europe (2 - 5 août) Bruxelles, Belgique (???) |  |  | Inter-zone Brisbane, Australie (gazon ext.) | Inter-zone Brisbane, Australie (gazon ext.) |
|  | Quart de finale Europe (7 - 9 juin) Palerme, Italie (terre battue ext.)      |                                                                              | Suède       | 1                                                 |                                                                        |                                                                        |   |  | Finale Europe (2 - 5 août) Bruxelles, Belgique (???) | Finale Europe (2 - 5 août) Bruxelles, Belgique (???) |  |  | Inter-zone Brisbane, Australie (gazon ext.) | Inter-zone Brisbane, Australie (gazon ext.) |
|  |                                                                              | Italie                                                                       | 3           |                                                   |                                                                        |                                                                        |   |  | Finale Europe (2 - 5 août) Bruxelles, Belgique (???) | Finale Europe (2 - 5 août) Bruxelles, Belgique (???) |  |  | Inter-zone Brisbane, Australie (gazon ext.) | Inter-zone Brisbane, Australie (gazon ext.) |
|  | Pologne                                                                      | Italie                                                                       | 3           | 1                                                 |                                                                        |                                                                        |   |  | Finale Europe (2 - 5 août) Bruxelles, Belgique (???) | Finale Europe (2 - 5 août) Bruxelles, Belgique (???) |  |  | Inter-zone Brisbane, Australie (gazon ext.) | Inter-zone Brisbane, Australie (gazon ext.) |
|  | Pologne                                                                      | Demi-finale Europe (20 - 22 juillet) Bruxelles, belgique (terre battue ext.) |             | 1                                                 |                                                                        |                                                                        |   |  | Finale Europe (2 - 5 août) Bruxelles, Belgique (???) | Finale Europe (2 - 5 août) Bruxelles, Belgique (???) |  |  | Inter-zone Brisbane, Australie (gazon ext.) | Inter-zone Brisbane, Australie (gazon ext.) |
|  | Italie                                                                       | 4                                                                            |             |                                                   |                                                                        |                                                                        |   |  | Finale Europe (2 - 5 août) Bruxelles, Belgique (???) | Finale Europe (2 - 5 août) Bruxelles, Belgique (???) |  |  | Inter-zone Brisbane, Australie (gazon ext.) | Inter-zone Brisbane, Australie (gazon ext.) |
|  | Italie                                                                       | 4                                                                            | Italie      | 2                                                 |                                                                        |                                                                        |   |  |                                                      |                                                      |  |  | Inter-zone Brisbane, Australie (gazon ext.) | Inter-zone Brisbane, Australie (gazon ext.) |
|  | Quart de finale Europe (8 - 10 juin) Bruxelles, Belgique (terre battue ext.) |                                                                              | Italie      | 2                                                 |                                                                        |                                                                        |   |  |                                                      |                                                      |  |  | Inter-zone Brisbane, Australie (gazon ext.) | Inter-zone Brisbane, Australie (gazon ext.) |
|  |                                                                              | Belgique                                                                     | 3           |                                                   |                                                                        |                                                                        |   |  |                                                      |                                                      |  |  | Inter-zone Brisbane, Australie (gazon ext.) | Inter-zone Brisbane, Australie (gazon ext.) |
|  | Belgique                                                                     | Belgique                                                                     | 3           | 3                                                 |                                                                        |                                                                        |   |  |                                                      |                                                      |  |  | Inter-zone Brisbane, Australie (gazon ext.) | Inter-zone Brisbane, Australie (gazon ext.) |
|  | Belgique                                                                     | Inter-zone (5 - 7 décembre) Adélaïde, Australie (gazon ext.)                 |             | 3                                                 |                                                                        |                                                                        |   |  |                                                      |                                                      |  |  | Inter-zone Brisbane, Australie (gazon ext.) | Inter-zone Brisbane, Australie (gazon ext.) |
|  | Mexique                                                                      | 2                                                                            |             |                                                   |                                                                        |                                                                        |   |  |                                                      |                                                      |  |  | Inter-zone Brisbane, Australie (gazon ext.) | Inter-zone Brisbane, Australie (gazon ext.) |
|  | Mexique                                                                      | 2                                                                            | Belgique    | 3                                                 |                                                                        |                                                                        |   |  |                                                      |                                                      |  |  | Inter-zone Brisbane, Australie (gazon ext.) | Inter-zone Brisbane, Australie (gazon ext.) |
|  | Quart de finale Europe (8 - 10 juin) Paris, France (terre battue ext.)       |                                                                              | Belgique    | 3                                                 |                                                                        |                                                                        |   |  |                                                      |                                                      |  |  | Inter-zone Brisbane, Australie (gazon ext.) | Inter-zone Brisbane, Australie (gazon ext.) |
|  |                                                                              | Grande-Bretagne                                                              | 2           |                                                   |                                                                        |                                                                        |   |  |                                                      |                                                      |  |  | Inter-zone Brisbane, Australie (gazon ext.) | Inter-zone Brisbane, Australie (gazon ext.) |
|  | Grande-Bretagne                                                              | Grande-Bretagne                                                              | 2           | 3                                                 |                                                                        |                                                                        |   |  |                                                      |                                                      |  |  | Inter-zone Brisbane, Australie (gazon ext.) | Inter-zone Brisbane, Australie (gazon ext.) |
|  | Grande-Bretagne                                                              | Finale Est (17 - 19 mai) Manille, Philippines (???)                          |             | 3                                                 |                                                                        |                                                                        |   |  |                                                      |                                                      |  |  | Inter-zone Brisbane, Australie (gazon ext.) | Inter-zone Brisbane, Australie (gazon ext.) |
|  | France                                                                       | 2                                                                            |             |                                                   |                                                                        |                                                                        |   |  |                                                      |                                                      |  |  | Inter-zone Brisbane, Australie (gazon ext.) | Inter-zone Brisbane, Australie (gazon ext.) |
|  | France                                                                       | 2                                                                            | Belgique    | 2                                                 |                                                                        |                                                                        |   |  |                                                      |                                                      |  |  |                                             |                                             |
|  | Demi-finale Est (26 - 28 avril) Manille, Philippines (???)                   |                                                                              | Belgique    | 2                                                 |                                                                        |                                                                        |   |  |                                                      |                                                      |  |  |                                             |                                             |
|  |                                                                              | États-Unis                                                                   | 3           |                                                   |                                                                        |                                                                        |   |  |                                                      |                                                      |  |  |                                             |                                             |
|  | Inde                                                                         | États-Unis                                                                   | 3           | 2                                                 |                                                                        |                                                                        |   |  |                                                      |                                                      |  |  |                                             |                                             |
|  | Inde                                                                         |                                                                              |             | 2                                                 |                                                                        |                                                                        |   |  |                                                      |                                                      |  |  |                                             |                                             |
|  | Philippines                                                                  | 3                                                                            |             |                                                   |                                                                        |                                                                        |   |  |                                                      |                                                      |  |  |                                             |                                             |
|  | Philippines                                                                  | 3                                                                            | Philippines | 3                                                 |                                                                        |                                                                        |   |  |                                                      |                                                      |  |  |                                             |                                             |
|  | Demi-finale Est (26 - 28 avril) Tokyo, Japon (???)                           |                                                                              | Philippines | 3                                                 |                                                                        |                                                                        |   |  |                                                      |                                                      |  |  |                                             |                                             |
|  |                                                                              | Japon                                                                        | 2           |                                                   |                                                                        |                                                                        |   |  |                                                      |                                                      |  |  |                                             |                                             |
|  | Sri Lanka                                                                    | Japon                                                                        | 2           | 0                                                 |                                                                        |                                                                        |   |  |                                                      |                                                      |  |  |                                             |                                             |
|  | Sri Lanka                                                                    | Finale Amériques (2 - 4 août) Boston, MA, États-Unis (gazon ext.)            |             | 0                                                 |                                                                        |                                                                        |   |  |                                                      |                                                      |  |  |                                             |                                             |
|  | Japon                                                                        | 5                                                                            |             |                                                   |                                                                        |                                                                        |   |  |                                                      |                                                      |  |  |                                             |                                             |
|  | Japon                                                                        | 5                                                                            | Philippines | 0                                                 |                                                                        |                                                                        |   |  |                                                      |                                                      |  |  |                                             |                                             |
|  | Demi-finale Amériques (27 - 29 juillet) Montréal, Canada (gazon ext.)        |                                                                              | Philippines | 0                                                 |                                                                        |                                                                        |   |  |                                                      |                                                      |  |  |                                             |                                             |
|  |                                                                              | États-Unis                                                                   | 5           |                                                   |                                                                        |                                                                        |   |  |                                                      |                                                      |  |  |                                             |                                             |
|  | Israël                                                                       | États-Unis                                                                   | 5           | 0                                                 |                                                                        |                                                                        |   |  |                                                      |                                                      |  |  |                                             |                                             |
|  | Israël                                                                       |                                                                              |             | 0                                                 |                                                                        |                                                                        |   |  |                                                      |                                                      |  |  |                                             |                                             |
|  | Brésil                                                                       | 5                                                                            |             | Challenge round 26 - 28 décembre                  | Challenge round 26 - 28 décembre                                       |                                                                        |   |  |                                                      |                                                      |  |  |                                             |                                             |
|  | Brésil                                                                       | 5                                                                            | Brésil      | Challenge round 26 - 28 décembre                  | Challenge round 26 - 28 décembre                                       | 0                                                                      |   |  |                                                      |                                                      |  |  |                                             |                                             |
|  | Demi-finale Amériques (24 - 26 mai) Caracas, Venezuela (???)                 | Demi-finale Amériques (24 - 26 mai) Caracas, Venezuela (???)                 | Brésil      | Challenge round Melbourne, Australie (gazon ext.) | Challenge round Melbourne, Australie (gazon ext.)                      | 0                                                                      |   |  |                                                      |                                                      |  |  |                                             |                                             |
|  | Demi-finale Amériques (24 - 26 mai) Caracas, Venezuela (???)                 | Demi-finale Amériques (24 - 26 mai) Caracas, Venezuela (???)                 |             | Challenge round Melbourne, Australie (gazon ext.) | Challenge round Melbourne, Australie (gazon ext.)                      | États-Unis                                                             | 5 |  |                                                      |                                                      |  |  |                                             |                                             |
|  | Venezuela                                                                    | 1                                                                            | Australie   | 3                                                 |                                                                        | États-Unis                                                             | 5 |  |                                                      |                                                      |  |  |                                             |                                             |
|  | Venezuela                                                                    | 1                                                                            | Australie   | 3                                                 |                                                                        |                                                                        |   |  |                                                      |                                                      |  |  |                                             |                                             |
|  | États-Unis                                                                   | 4                                                                            |             | États-Unis                                        | 2                                                                      |                                                                        |   |  |                                                      |                                                      |  |  |                                             |                                             |
|  | États-Unis                                                                   | 4                                                                            |             | États-Unis                                        | 2                                                                      |                                                                        |   |  |                                                      |                                                      |  |  |                                             |                                             |

### Matchs détaillés

#### Finale du tout venant
| | États-Unis | 3                           | -  | 2 | Belgique |   |   |
| --- | ---------- | --------------------------- | -- | - | -------- | - | - |
| Milton Courts, Brisbane, Australie |            |                             |    |   |          |   |   |
| du 12 au 14 décembre 1957 sur gazon (ext.) |            |                             |    |   |          |   |   |
| \| 1 \| \| Herbert Flam \| 6 \| 4 \| 1 \| 6 \| 6 \| \| 1 \| \| Jacques Brichant \| 3 \| 6 \| 6 \| 3 \| 3 \| \| 2 \| \| Vic Seixas \| 6 \| 6 \| 6 \| \| \| \| 2 \| \| Philippe Washer \| 0 \| 3 \| 4 \| \| \| \| 3 \| \| Gardnar Mulloy - Vic Seixas \| 5 \| 3 \| 6 \| 3 \| \| \| 3 \| \| J. Brichant - P. Washer \| 7 \| 6 \| 4 \| 6 \| \| \| \| \| \| \| \| \| \| \| \| 4 \| \| Herbert Flam \| 2 \| 3 \| 6 \| 3 \| \| \| 4 \| \| Philippe Washer \| 6 \| 6 \| 0 \| 6 \| \| \| \| \| \| \| \| \| \| \| \| 5 \| \| Vic Seixas \| 10 \| 6 \| 6 \| \| \| \| 5 \| \| Jacques Brichant \| 8 \| 0 \| 1 \| \| \| \| \| \| \| \| \| \| \| \| |            |                             |    |   |          |   |   |
| 1 |            | Herbert Flam                | 6  | 4 | 1        | 6 | 6 |
| 1 |            | Jacques Brichant            | 3  | 6 | 6        | 3 | 3 |
| 2 |            | Vic Seixas                  | 6  | 6 | 6        |   |   |
| 2 |            | Philippe Washer             | 0  | 3 | 4        |   |   |
| 3 |            | Gardnar Mulloy - Vic Seixas | 5  | 3 | 6        | 3 |   |
| 3 |            | J. Brichant - P. Washer     | 7  | 6 | 4        | 6 |   |
| |            |                             |    |   |          |   |   |
| 4 |            | Herbert Flam                | 2  | 3 | 6        | 3 |   |
| 4 |            | Philippe Washer             | 6  | 6 | 0        | 6 |   |
| |            |                             |    |   |          |   |   |
| 5 |            | Vic Seixas                  | 10 | 6 | 6        |   |   |
| 5 |            | Jacques Brichant            | 8  | 0 | 1        |   |   |
| |            |                             |    |   |          |   |   |

#### Challenge round
La finale de la Coupe Davis 1957 se joue entre l'Australie et les États-Unis.
| | Australie | 3                         | - | 2 | États-Unis |   |    |
| --- | --------- | ------------------------- | - | - | ---------- | - | -- |
| Stade de Kooyong, Melbourne, Australie |           |                           |   |   |            |   |    |
| du 26 au 28 décembre 1957 sur gazon (ext.) |           |                           |   |   |            |   |    |
| \| 1 \| \| Malcolm Anderson \| 6 \| 7 \| 3 \| 7 \| 6 \| \| 1 \| \| Barry MacKay \| 3 \| 5 \| 6 \| 9 \| 3 \| \| 2 \| \| Ashley Cooper \| 3 \| 7 \| 6 \| 1 \| 6 \| \| 2 \| \| Vic Seixas \| 6 \| 5 \| 1 \| 6 \| 3 \| \| 3 \| \| M. Anderson - M. Rose \| 6 \| 6 \| 8 \| \| \| \| 3 \| \| Barry MacKay - Vic Seixas \| 4 \| 4 \| 6 \| \| \| \| \| \| \| \| \| \| \| \| \| 4 \| \| Malcolm Anderson \| 3 \| 6 \| 3 \| 6 \| 11 \| \| 4 \| \| Vic Seixas \| 6 \| 4 \| 6 \| 0 \| 13 \| \| \| \| \| \| \| \| \| \| \| 5 \| \| Ashley Cooper \| 4 \| 6 \| 6 \| 4 \| 3 \| \| 5 \| \| Barry MacKay \| 6 \| 1 \| 4 \| 6 \| 6 \| \| \| \| \| \| \| \| \| \| |           |                           |   |   |            |   |    |
| 1 |           | Malcolm Anderson          | 6 | 7 | 3          | 7 | 6  |
| 1 |           | Barry MacKay              | 3 | 5 | 6          | 9 | 3  |
| 2 |           | Ashley Cooper             | 3 | 7 | 6          | 1 | 6  |
| 2 |           | Vic Seixas                | 6 | 5 | 1          | 6 | 3  |
| 3 |           | M. Anderson - M. Rose     | 6 | 6 | 8          |   |    |
| 3 |           | Barry MacKay - Vic Seixas | 4 | 4 | 6          |   |    |
| |           |                           |   |   |            |   |    |
| 4 |           | Malcolm Anderson          | 3 | 6 | 3          | 6 | 11 |
| 4 |           | Vic Seixas                | 6 | 4 | 6          | 0 | 13 |
| |           |                           |   |   |            |   |    |
| 5 |           | Ashley Cooper             | 4 | 6 | 6          | 4 | 3  |
| 5 |           | Barry MacKay              | 6 | 1 | 4          | 6 | 6  |
| |           |                           |   |   |            |   |    |